# Graeme Brown
Graeme Allen Brown (Darwin, 9 aprile 1979) è un ex ciclista su strada e pistard australiano che ha corso per varie squadre dal 2002 al 2016. Nel 2004 fu medaglia d'oro olimpica nell'inseguimento a squadre e nell'americana; l'anno precedente fu campione del mondo nell'inseguimento a squadre.

## Carriera
Brown si mise in evidenza quando, ancora dilettante nella squadra United Water, vinse una tappa al Tour Down Under 2001 battendo Stuart O'Grady. Passato professionista nel 2002 con la Ceramiche Panaria-Fiordo, in stagione vinse una tappa al Tour de Langkawi e terminò secondo nella prima tappa del Giro d'Italia. Dopo un eccellente debutto nella stagione 2003, distinta da una nuova vittoria di tappa al Tour Down Under e due al Tour de Langkawi, si concentrò sulla partecipazione alle prove su pista dei Giochi olimpici 2004 di Atene. Già campione del mondo nell'inseguimento a squadre nel 2003, ad Atene ottenne due titoli olimpici, nell'americana in coppia con Stuart O'Grady e nell'inseguimento a squadre con Brett Lancaster, Bradley McGee e Luke Roberts, con i quali batté il record del mondo di specialità.
Nello stesso anno fu accusato di aver fatto uso di sostanze dopanti dal connazionale Mark French in un'audizione al Tribunale Arbitrale dello Sport. In assenza di vere prove, Brown non venne mai indagato. Tornato a pieno regime alle gare su strada nel 2005, si mise di nuovo in luce al Tour de Langkawi, dove vinse cinque tappe. Nel prosieguo della stagione, malgrado un secondo posto alla Coppa Bernocchi e un terzo al Giro di Romagna, i risultati non furono all'altezza delle performance di inizio anno.
Nel 2006 passò alla Rabobank, con cui si impose regolarmente ottenendo diversi successi. Al primo anno con la nuova maglia vinse il Tour de Rijke, oltre a due tappe al Giro di Germania. Nel 2007 vinse una tappe al Giro della California, una alla Vuelta a Murcia, una al Tour de Pologne e concluse secondo al Ronde van het Groene Hart, alla Rund um Köln e al Tour de Rijke. Nel 2008 vinse invece il Trofeo Cala Millor e un'altra tappa alla Vuelta a Murcia, e terminò secondo al Trofeo Mallorca e terzo alla Clásica de Almería.
Dopo un fine stagione poco brillante nel 2008, Brown iniziò l'anno 2009 con un'importante serie di vittorie. Al successo di tappa al Tour Down Under, seguirono due vittorie in frazioni alla Vuelta a Murcia e quella nella corsa belga Nokere Koerse. Terminò invece secondo al Trofeo Cala Millor, alla Clásica de Almería e al Ronde van het Groene Hart, e quarto al Trofeo Mallorca. Nel 2010, dopo tre secondi posti di tappa alla Vuelta a Murcia, prese parte al Giro d'Italia come velocista di punta della Rabobank. Nella terza tappa, in terra olandese, venne superato dal belga Wouter Weylandt concludendo secondo. Nel prosieguo di stagione si aggiudicò una tappa al Giro d'Austria.
Nel 2011 si classificò terzo alla Nokere Koerse e colse alcuni altri piazzamenti, mentre nelle stagioni seguenti, sempre in maglia Rabobank (poi divenuta Blanco e Belkin) non ottenne particolari risultati. Nel 2015 si è trasferito tra le file del team Drapac Professional Cycling.

## Palmarès

### Strada
- 1998 (Dilettanti)

8ª tappa Commonwealth Bank Classic
- 2000 (Dilettanti)

7ª tappa Commonwealth Bank Classic
16ª tappa Commonwealth Bank Classic
- 2001 (United Water, tre vittorie)

1ª tappa Tour Down Under (Glenelg Street Race)
6ª tappa Giro delle Regioni (Lodi)
6ª tappa Tour of Japan (Hibiya-Ooi Wharf)
- 2002 (Ceramiche Panaria-Fiordo, due vittorie)

6ª tappa Tour de Langkawi (Johor Bahru)
10ª tappa Tour de Langkawi (Kuala Lumpur)
- 2003 (Ceramiche Panaria-Fiordo, tre vittorie)

6ª tappa Tour Down Under (Adelaide)
5ª tappa Tour de Langkawi (Kuala Terengganu)
7ª tappa Tour de Langkawi (Bentong)
- 2005 (Ceramiche Panaria-Navigare, cinque vittorie)

1ª tappa Tour de Langkawi (Langkawi)
5ª tappa Tour de Langkawi (Kuala Terengganu)
7ª tappa Tour de Langkawi (Raub)
9ª tappa Tour de Langkawi (Putrajaya)
10ª tappa Tour de Langkawi (Kuala Lumpur)
- 2006 (Rabobank, tre vittorie)

4ª tappa Giro della Germania (Bad Tölz)
8ª tappa Giro della Germania (Karlsruhe)
Tour de Rijke (Spijkenisse)
- 2007 (Rabobank, tre vittorie)

1ª tappa Giro della California (Santa Rosa)
3ª tappa Vuelta a Murcia (Puerto Lumbreras > San Pedro del Pinatar)
2ª tappa Giro di Polonia (Olsztyn)
- 2008 (Rabobank, due vittorie)

2ª prova Challenge de Mallorca (Trofeo Cala Millor)
1ª tappa Vuelta a Murcia (Lorca)
- 2009 (Rabobank, sei vittorie)

Prologo Tour de Perth (Perth)
3ª tappa Tour Down Under (Victor Harbor)
1ª tappa Vuelta a Murcia (San Pedro del Pinatar > Lorca)
5ª tappa Vuelta a Murcia (Santiago de la Ribera > Murcia)
Nokere Koerse
Omloop van het Houtland
- 2010 (Rabobank, tre vittorie)

2ª tappa Perth Criterium Series (Perth Northbridge)
Classifica generale Perth Criterium Series
8ª tappa Österreich-Rundfahrt (Podersdorf am See > Vienna)

#### Altri successi
- 2000 (Rabobank)

5ª tappa Geelong Bay Classic Series (Criterium)
- 2003 (Ceramiche Panaria-Fiordo)

Classifica a punti Tour de Langkawi
Classifica a punti Perth Criterium Series
- 2004 (Ceramiche Panaria-Margres)

5ª tappa Geelong Bay Classic Series (Criterium)
- 2005 (Ceramiche Panaria-Navigare)

Classifica a punti Tour de Langkawi
- 2006 (Rabobank)

Cronulla International Gran Prix  (Criterium)
- 2007 (Rabobank)

Bike Bug 500 (Criterium)
- 2008 (Rabobank)

Bike Bug 500 (Criterium)
- 2009 (Rabobank)

2ª tappa Geelong Bay Classic Series (Criterium)
Classifica generale Geelong Bay Classic Series (Criterium)
- 2010 (Rabobank)

1ª tappa Jayco Bay Cycling Classic (Criterium)
Classifica a punti Vuelta a Murcia

### Pista
- 1996

Campionato australiano di ciclismo su pista, Velocità a squadre U19
- 1997

Campionato australiano di ciclismo su pista, Inseguimento a squadre U19
Campionati del mondo di ciclismo su pista juniores, Inseguimento a squadre
- 1999

Campionato australiano di ciclismo su pista, Corsa a punti
Coppa del mondo di ciclismo su pista, Inseguimento a squadre
Oceania International Grand Prix, Inseguimento a squadre
- 2000

Sei giorni di Nouméa
Coppa del mondo di ciclismo su pista, Americana
Campionato australiano di ciclismo su pista, Inseguimento a squadre
- 2002

XVII Giochi del Commonwealth, Inseguimento a squadre
XVII Giochi del Commonwealth, Scratch
Coppa del mondo di ciclismo su pista, Corsa a punti
- 2003

Campionati del mondo di ciclismo su pista, Inseguimento a squadre
- 2004

Giochi della XXVIII Olimpiade, Inseguimento a squadre
Giochi della XXVIII Olimpiade, Americana

## Piazzamenti

### Grandi Giri
- Giro d'Italia

2002: fuori tempo (6ª tappa)
2003: fuori tempo (14ª tappa)
2006: ritirato (7ª tappa)
2007: ritirato (3ª tappa)
2008: ritirato (14ª tappa)
2010: 130º
2011: fuori tempo (9ª tappa)
2012: ritirato (15ª tappa)
- Vuelta a España

2013: ritirato (15ª tappa)

### Classiche monumento
- Milano-Sanremo

2002: 160º
2004: 184º
- Giro delle Fiandre

2006: ritirato
- Giro di Lombardia

2002: ritirato

### Competizioni mondiali
- Campionati del mondo su pista

Città del Capo 1997 - Inseguimento a squadre Juniores: vincitore
Anversa 2001 - Americana: 5º
Ballerup 2002 - Americana: 6º
Ballerup 2002 - Scratch: 6º
Stoccarda 2003 - Inseguimento a squadre: vincitore
Stoccarda 2003 - Americana: 8º
Manchester 2008 - Inseguimento a squadre: 3º
- Giochi olimpici

Sydney 2000 - Inseguimento a squadre: 5º
Atene 2004 - Americana: vincitore
Atene 2004 - Inseguimento a squadre: vincitore
Pechino 2008 - Inseguimento a squadre: 4º